# Nicolas-Pierre Duclos-Guyot
Pour les articles homonymes, voir Duclos et Guyot.
Nicolas-Pierre Duclos-Guyot (Saint-Malo, 14 décembre 1722-Saint-Servan, 10 mars 1794), est un navigateur français.

## Biographie
Pilotin à douze ans sur un bâtiment de la Compagnie des Indes, il participe sur le Condé à une campagne dans l'océan Indien (1736-1738) puis passe sur le Saint-Géran (1739-1742).
Promu lieutenant sur le Saint-Michel en 1743, il sert sur des corsaires pendant la guerre de Succession d'Autriche (1744-1748) puis, après la paix, fait une campagne commerciale au Pérou sur l' Aimable-Marie (1749-1755).
Capitaine marchand (décembre 1756), il commande en 1757 le corsaire Victoire et parvient à capturer sept navires britanniques. Après une mission de transport au Canada, il devient en 1759 commandant du Chézine et participe au Québec avec un groupe de chaloupes canonnières aux ultimes combats marquant la fin du Canada français.
En août 1764, il est admis dans la Marine royale comme capitaine de brûlot. Il accompagne alors, dès 1763, Bougainville aux îles Malouines. Second de la Boudeuse (1766), il effectue avec Bougainville un tour du monde de décembre 1766 à mars 1769.
Duclos-Guyot sert à diverses reprises en Chine et dans l'océan Indien et est nommé capitaine de port à l'Île de France en juillet 1777.
En 1781, il commande l' Osterley lors d'un voyage à Buenos Aires et prend sa retraite en août 1784. Il s'installe alors à Saint-Servan où il est promu en 1789 colonel de la garde nationale.
Rappelé au service en janvier 1792 avec le grade de capitaine de vaisseau, il commande dans une campagne à Saint-Domingue l'America, voyage qui est perturbé par une mutinerie.

## Hommage
- Le Duclos-Guyot Bluff a été nommé en son honneur[3].